# Sciafyty
Sciafyty (též stínobytné nebo stínomilné rostliny; umbrofyty; nesprávně ale velmi často sciofyty) jsou rostliny kterým vyhovuje zastíněné prostředí a nesnášejí nadbytek světla. Rostou obvykle v nižších patrech lesa nebo hlouběji pod vodní hladinou. Často mají červená fotosynteticky aktivní barviva. Jejich znakem jsou tmavozelené či červené listy s tmavým povrchem. Zástupcem je např. Prenanthes purpurea.